# 謝萊夫特河

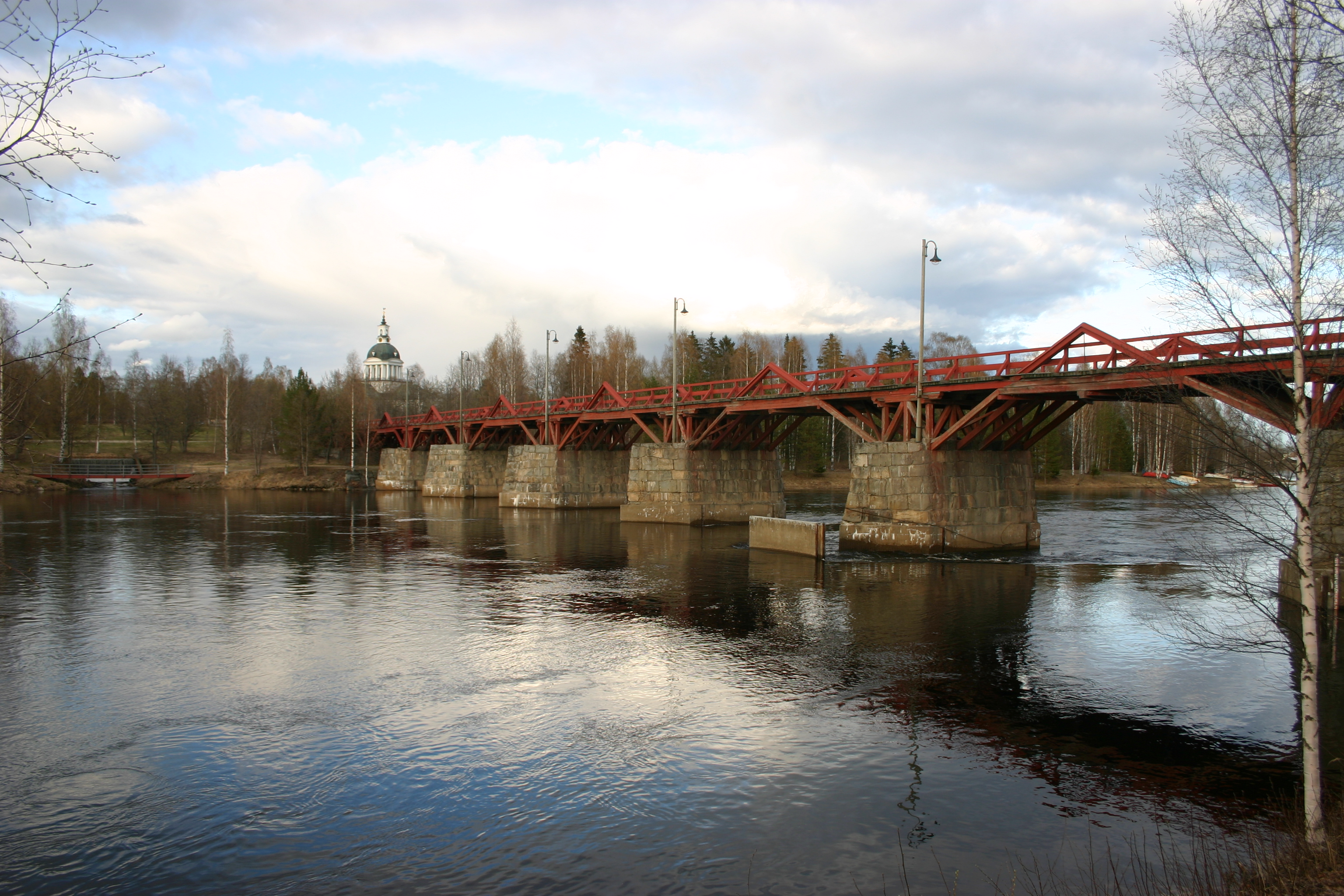

謝萊夫特河是瑞典的河流，位於該國北部，流經北博滕省和西博滕省，最終注入波的尼亞灣，河道全長410公里，流域面積11,731平方公里，平均流量每秒157立方米。